# 桥头西遗址
桥头西遗址，位于中国青海省刚察县沙柳河镇河东村，为青海省市县级文物保护单位，公布日期为1987年5月6日，类型为古遗址。
桥头西遗址的历史年代为卡约文化。